# Ludvig Nicolaus von Scheele

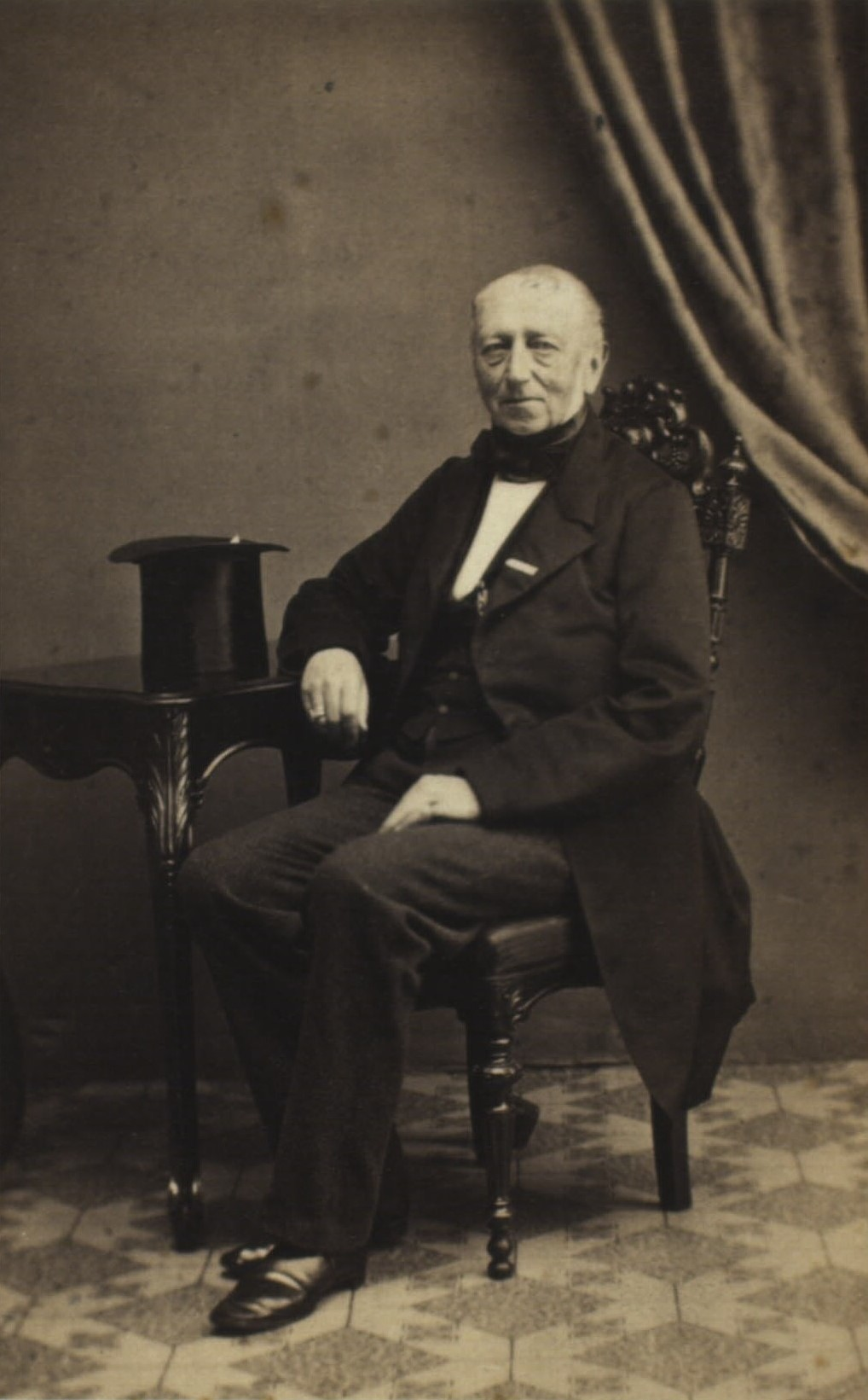
Ludvig Nicolaus von Scheele.

Ludvig Nicolaus von Scheele, före 1855 von Scheel, född den 14 oktober 1796 i Itzehoe, död den 1 januari 1874, 
var en dansk statsman. 
von Scheele avlade 1821 juridisk examen i Glückstadt, blev 1827 amtman i Sydslesvig och 1846 president i slesvig-holsteinska regeringen på Gottorp samt var samma år kunglig kommissarie vid slesvigska ständerförsamlingen. Hans uppträdande där och ivriga strävan att kuva upprorsandan i hertigdömena gjorde honom ytterligt hatad bland de tysksinnade slesvig-holsteinarna, som också i mars 1848 bland annat fordrade, att von Scheele skulle avskedas. Denne hade dessförinnan eftertryckligt, men förgäves varnat regeringen för det hotande upproret. Vid dettas utbrott måste han fly till Köpenhamn och utnämndes där till geheimeråd. Han författade samma år ett svar på tyska till Christian Karl Josias von Bunsens "Memoir" om hertigdömenas statsrättsliga förhållanden och riktade 1850–1851 i Fragmente skarpa angrepp mot Frederik Ferdinand Tillischs diktatoriska regemente i Slesvig och särskilt mot ordnandet av språkförhållandena, i det att han, som alldeles misskände nationalitetsidén, krävde full likställighet för bägge språken och ivrigt fasthöll planen på en konstitutionell helstat. År 1852 blev von Scheele "landdrost" (ungefär detsamma som landshövding) i Pinneberg och var 1853 kunglig kommissarie vid holsteinska ständerförsamlingen. Genom sitt personliga inflytande på Fredrik VII hade von Scheele väsentlig del i ministären Ørsteds avgång i december 1854 samt blev sedan minister för Holstein och utrikesminister. Han var med om att genomföra helstatsförfattningen 1855 och valdes själv i Holstein till ledamot av riksrådet, kom dock 
snart i strid med ständerförsamlingen (särskilt med ridderskapet, vars privilegier han ville avskaffa) och blev anklagad av den, men frikänd av överappellationsrätten i Kiel 1856. I februari 1857 utsände von Scheele utan samråd med sina danska kolleger till de främmande regeringarna en rundskrivelse, vari han avvisade den nordiska enhetstanken som en "poetisk idé", praktiskt outförbar; och som avgjord helstatsman försmådde han det försvarsförbund, som Oskar I kort därpå erbjöd Fredrik VII, på grund av att det inte omfattade Holstein. Denna självrådighet bragte von Scheele i strid med de andra ministrarna, och i april 1857 måste han avgå. Han blev ånyo landdrost i Pinneberg och 1861 därjämte överpresident i Altona, men avsattes i december 1863 av de tyska förbundskommissarierna och bosatte sig i Köpenhamn. 